# John Oster
John Oster (* 8. Dezember 1978 in Boston, England) ist ein ehemaliger walisischer Fußballspieler.

## Karriere
Der Offensiv-Allrounder begann seine Karriere bei Grimsby Town 1994. 1997 wechselte er zum FC Everton, wo er zwei Jahre unter Vertrag stand. 1999 ging es weiter zu AFC Sunderland, die er 2001 das erste Mal leihweise zum Barnsley verließ. 2001 bis 2002 war Oster wieder bei seinen Geldgeber Sunderland unter Vertrag, ehe er für die Saisonen 2002/2003 und 2003/2004 wieder leihweise wechselte. Der Weg ging Richtung Grimsby Town. 2004/2005 war der Waliser abermals leihweise bei Leeds United unter Vertrag. Oster fiel dort durch einen Nachtklubbesuch auf der in einer Schlägerei endete. Er wurde damals vorübergehend von der Polizei verhaftet. Leeds und sein Arbeitgeber Sunderland trennten sich damals sofort von ihm. Nach einem Intermezzo bei FC Burnley spielt er nun beim FC Reading.
Oster spielte bisher 13 mal im walisischen Fußballnationalteam.